# Kendo
Kendo (剣道 kendō?) är en modern japansk budokonst, en så kallad gendai budo. Ordet Kendō betyder ungefär "svärdets väg".
Tävlingsformen bygger på fäktning med en svärdsattrapp av bamburibbor som kallas shinai. Man tränar även kata (form) med bokken. Snabbhet, precision och uthållighet är viktiga komponenter i träningen. Kampsporten är mycket gammal. 
Utövarna är klädda i en indigofärgad kendogi eller vit uwagi, som är en slags jacka och ett alternativt namn är keikogi, eller dōgi. Vanligt är också en indigofärgad hakama, vida kjolliknande byxor, samt bōgu - en rustning bestående av men (fäktmask), do (bröstharnesk), tare (höftskydd) och kote (handskar).

## Historia
Kendō är en kampsport med mycket gamla anor. Ursprunget är samurajens stridskonst med det japanska svärdet.
Ända sedan de första japanska svärden började tillverkas under 700-talet har man också tränat sig i konsten att använda dem i strid. Åtskilliga svärdsskolor grundades genom århundradena. Ett ofta förekommande problem var att man gärna ville testa sina kunskaper utan att behöva utkämpa en våldsam duell. 
Under 1600-talet duellerade människor ofta med vapen tillverkade av trä, dock kunde även ett hårt slag med ett sådant vapen mot huvudet vara dödande. Under mitten av 1700-talet grundade  Nakanishi Chuta skolan Nakanishi Itto Ryu. I denna skola använde man speciella fäkthandskar och bambusvärd. På detta sätt behövde eleverna inte längre hålla igen sina hugg under träningen. Nakanishi vidareutvecklade skydden att omfatta även harnesk, höftskydd och hjälm.
Nakanishis skola blev väldigt omtalad. Det fanns såväl samurajer som tyckte att idén var lysande , som sådana som ansåg att det bara var veklingar som tränade med skydd. Nakanishi Itto Ryu har lagt grunden till den moderna kendon.
Nuförtiden tränas inte Kendō för att kunna besegra en fiende i strid, utan för att öva in ett intuitivt handlande, för att bevara lugnet i stressade situationer, balans, harmoni och koncentration, för ett allmänt intresse av Japan, japansk historia, japanska vapen och naturligtvis motionens och sportens skull.

## Kendō i världen

### Japan
I Japan är kendo en av de vanligaste budoarterna, och många japaner har tränat kendo i skolan.
Kendo är den näst mest kända sporten i Japan, först kommer baseboll.

### Sverige
I Sverige är kendo en liten kampsport, med cirka 1200 utövare. Kendo är i Sverige organiserad i Svenska Budo- och Kampsportsförbundets kendosektion som i sin tur representerar Sverige i European Kendo Federation, EKF, och International Kendo Federation, IKF.

## Karriärstege

### Grader
Teknisk förmåga i kendo mäts genom avancemang i grad, rang eller nivå. Graderingssystemet med (級) kyū- och (段|) dangrader, som skapades 1883, används för att utvisa ens färdighet i kendō. Dan nivåerna finns från första-dan (初段 sho-dan?) till tionde-dan (十段 jū-dan?). Vanligtvis brukas sex lägre kyū-nivåer under dessa . Kyū-numreringen går i omvänd ordning så att första kyu (一級 ikkyū?) är graden närmast under första dan, och sjätte kyu (六級 rokkyū?) är den lägsta graden. Det saknas skillnad i klädsel mellan graderna liksom färgade bälten.
Åttonde-dan (八段 hachi-dan?) är den högsta uppnåeliga dangraden genom fysiska skicklighetsprov och har extrem svårighetsgrad, med runt en 1 % godkännanden. Alla kandidater måste uppträda inför en panel av examinatorer, vilken är mer kvalificerad för att bedöma vid högre dangrader. Kendo-examinationen består typiskt av jitsugi, en färdighetsdemonstration, Nihon Kendo Kata och ett skriftligt prov.
| Grad  | Krav                                           | Ålder              |
| ----- | ---------------------------------------------- | ------------------ |
| 1-dan | 1-kyū                                          | Minst 13 år fyllda |
| 2-dan | Åtminstone 1 års träning efter tilldelad 1-dan |                    |
| 3-dan | Minst 2 års träning efter tilldelad 2-dan      |                    |
| 4-dan | Minst 3 års träning efter tilldelad 3-dan      |                    |
| 5-dan | Minst 4 års träning efter tilldelad 4-dan      |                    |
| 6-dan | Minst 5 års träning efter tilldelad 5-dan      |                    |
| 7-dan | Minst 6 års träning efter tilldelad 6-dan      |                    |
| 8-dan | Minst 10 års träning efter tilldelad 7-dan     | Minst 46 års ålder |

### Titlar
Utöver ovanstående dan-grader kan särskilda hederstitlar (称号) shōgō, tilldelas en kendōka av bestämd nivå. De sätts vanligen före graden och kvalifikationerna är följande:
| Titel         | Krävd grad   | Villkor |
| ------------- | ------------ | --- |
| (錬士) renshi | 6-dan        | Efter tilldelad 6-dan, måste man vänta ytterligare ett eller flera år, klara granskning av kendo organisationen, bli rekommenderad av den regionala organisationens president och sedan bli godkänd i en examen på kendo-teori.                                      |
| (教士)kyōshi  | renshi 7-dan | Efter tilldelad 7-dan, måste man vänta 2 eller flera år, klara granskning av kendo organisationen, bli rekommenderad av den regionala organisationens president och sedan bli godkänd i en examen på kendo-teori.                                                    |
| (範士) hanshi | kyōshi 8-dan | Efter tilldelad 8-dan, måste man vänta 8 eller flera år, klara granskning av kendo organisationen, bli rekommenderad av den regionala organisationens president och den nationella kendo-organisationens president och sedan bli godkänd i en examen på kendo-teori. |

## Träningsform och tävlingar
Vid träningsstarten lär man sig grunderna för förflyttningar och hugg. Efter att rustningen börjar användas inleds en ny fas i träningen. Sporten blir mycket mer ansträngande och i den fria kampen får man finna sig i att träningspartnern hugger och stöter tillbaka. 
I Kendo går man matcher, shiai, där det gäller att ta poäng på sin motståndare. Man hugger och stöter med shinaien, och korrekta träffar som utförts med god kroppskontroll och inlevelse ger poäng. Matchtiden är maximalt 3-5 minuter och vinnare är den som först tagit två poäng. När någon av de tävlande lyckas med detta är matchen slut. Om det står 0-0 eller 1-1 vid full tid slutar matchen oavgjord. Däremot om det krävs ett avgörande, förlängs matchen tills segrande poäng erhålles. 
Det finns inga viktklasser i kendo, eftersom storlek och vikt saknar betydelse. Det hålls årligen DM och SM i kendo. Världsmästerskap hålls vart tredje år, och resterande år arrangeras Europamästerskap. Därutöver finns många cup-tävlingar, både nationella och internationella.

### Matchpoäng i kendo
En poäng (ippon) ges om följande är uppfyllt
- Träffen sker mot ett giltigt mål. Giltiga träffpunkter i kendo är men (huvudet), do (magen), tsuki (halsen) och kote (händerna). Inga träffar utom på dessa områden ger poäng.
- Träffen sker med rätt del av shinai (bambusvärdet): längst ut på svärdet (monouchi) och med rätt sida (shinaiens svärdsrygg är utmärkt med ett snöre).
- Träffen måste följas åt av ett kiai. Anfallande kendoka ska skrika namnet på träffytan högt (men, do, tsuki, kote) för att understryka att träffen är avsiktligt placerad.
- Tävlande kendoka måste visa ki-ken-tai-ichi och detta är det mest avgörande för att få poäng. Ki-ken-tai-itchi är sammansmältningen av sinne, kropp och svärd. Kiai, kropp och svärd skall vara koordinerat och generellt bör markkontakten med den främre foten, kiai och träff ske samtidigt.
- Lika viktigt är det att kendoka visar stark zanshin: kontroll på motståndaren och omgivningen. Detta skall särskilt ske efter hugg och kan visas exempelvis genom att med bibehållen kontroll förflytta sig utom motståndarens räckvidd, och/eller genom att hålla kvar sin shinai i motståndarens centrum (seme) för att på så vis vara skyddad mot en motattack.

Hansoku
Vissa handlingar kan ge en varning (hansoku) och två vid varningar tilldelas motståndaren ippon. Det går alltså att vinna en match om motståndaren får fyra hansoku. Följande ger varningar, men detta är inte en komplett lista:
- Kliva av banan. Detta har skett när hela foten är utanför shiai-jo (tävlingsbanans) yttre linje. Så länge en del av foten är på linjen ges ingen varning.
- Ramla omkull. Detta ger enbart en varning om den som fallit skyddar sig utan att försöka stå upp, kryper iväg, etc.
- Tappa shinai. I tidigare kendoregler gav detta automatiskt ippon till motståndaren men numer ger det endast hansoku.
- Passivitet. Att dra ut på tiden ger varning.
- Fatta shinai någon annanstans än på handtaget (tsuka).
- Fotsvep, bensvep, etc. Detta var lagligt en gång i tiden men icke nu längre.
- Grepp och andra brottningsförsök. Kendo är inte judo!
- Osportsligt knuffa motståndaren av banan. Kendo är inte sumo!
- Coaching. Om någon ropar råd till en av tävlanden kan denne få hansoku.

När någon får hansoku avbryts matchen. Om en av de tävlande hugger innan matchen stoppas kan denne få ippon. Om detta sker och ippon utdelas gills inte hansoku.

## Skador
Kendo är en tuff sport där man utdelar hugg och stötar mot varandra. Även om kendo är en fullkontaktsport och huggen utförs med full kraft är det fördelaktigt att, för att behålla kontrollen över svärdet, bromsa in kraften i träffögonblicket. Eftersom man har utmärkta skydd som utprovats under århundraden känns träffarna därmed knappt igenom den kraftiga rustningen. Kvaliteten på olika rustningar kan dock variera och den stötupptagande förmågan avtar med rustningens ålder. Under träning och tävling är det få skador. Händer det något är det oftast av typen blåsor, skavsår, blåmärken, stukningar eller belastningsskador.

## Svärdet
Svärdet som bärs av kendōka i sparring kallas för shinai och består i detalj av fyra träribbor, tsuka (handtag), tsuba+tsubadome (parerplåt) och tsuru (snodd), som håller ihop alla delar.
Vid Kata-träning används ett träsvärd som kallas för bokken eller bokuto - och i undantagsfall stålsvärd.
I kataformerna ett till sju använder båda deltagarna bokken, i form åtta till tio använder den ena deltagaren ett mindre svärd, kodachi.
En ovanlig, men tillåten, tävlingsform är att använda två svärd (nitō - två svärd). Den ena av bambusvärden är då betydligt kortare och används primärt för att kontrollera eller försvara sig från motståndarens svärd.